# Trường Chính trị
Trường Chính trị có tiền thân là trường Đảng, trường Hành chính.
Đây là những trường đào tạo và huấn luyện cán bộ cho Đảng Cộng sản Việt Nam ở cấp tỉnh, thành phố trực thuộc TW.

## Lịch sử
Trường Đảng được thành lập sớm nhất vào năm 1945. Sau đó là các trường Hành chính.
Năm 1995 trường Đảng và trường Hành chính được sáp nhập theo quyết định của Ban Bí thư và có tên gọi là trường Chính trị tỉnh, thành phố trực thuộc TW.

## Cơ cấu tổ chức
- Lãnh đạo: Ban giám hiệu (trước năm 2008 có nơi gọi là Ban giám đốc)
- Các khoa chuyên môn: 
- Khoa Lý luận
- Nhà nước và pháp luật
- Xây dựng Đảng
- Dân vận.

- Các phòng chức năng: 
- Tổ chức - Hành chính
- Đào tạo
- Nghiên cứu khoa học.

- Các Hội đồng tư vấn: 
- Hội đồng khoa học
- Hội đồng khen thưởng
- Hội đồng xét tốt nghiệp.

## Văn bằng, chứng chỉ
- Văn bằng: Trung cấp lý luận Chính trị - Hành chính.
- Chứng chỉ: 
- Bồi dưỡng KTQLNN ngạch cán sự/chuyên viên
- Bồi dưỡng chức danh: Chủ tịch/Phó chủ tịch/ Bí thư/Phó bí thư...
- Bồi dưỡng kiến thức: Công tác Đảng/Công tác dân vận, Công tác Hội..

## Hệ thống
Hiện nay, trường Chính trị được thành lập ở 63 tỉnh, thành trong cả nước.

## Cơ quan trực thuộc
- Trực thuộc ủy ban nhân dân tỉnh, thành phố (tư cách pháp nhân, kinh phí)
- Trực thuộc Tỉnh ủy (cơ quan quản lý nhân sự, đánh giá đào tạo)
- Học viện Chính trị - Hành chính quốc gia Hồ Chí Minh (Cơ quan chuyên môn theo ngành dọc)

## Địa vị pháp lý
Trường Chính trị là cơ sở đào tạo cán bộ duy nhất ở cấp tỉnh.(Theo Quyết định 181 của Ban Bí thư TW).
Trường được đánh giá tương đương với trường Đại học. Mã ngạch của người làm công tác giảng dạy là 15111 (giảng viên)
Tốt nghiệp qua trường Chính trị là điều kiện quan trọng để quy hoạch, đề bạt, bổ nhiệm cán bộ.